# Gymnelia stuarti
Gymnelia stuarti là một loài bướm đêm thuộc phân họ Arctiinae, họ Erebidae.